# Tim DeBoom
Tim DeBoom (Cedar Rapids, 4 de noviembre de 1970) es un deportista estadounidense que compitió en triatlón. 
Ganó una medalla en el Campeonato Panamericano de Triatlón de 1994, y cuatro medallas en el Campeonato Mundial de Ironman entre los años 1999 y 2002.

## Palmarés internacional
| Campeonato Panamericano | Campeonato Panamericano   | Campeonato Panamericano | Campeonato Panamericano |
| Año                     | Lugar                     | Medalla                 | Prueba                  |
| ----------------------- | ------------------------- | ----------------------- | ----------------------- |
| 1994                    | Mar del Plata (Argentina) | Medalla de plata        | Individual              |

| Campeonato Mundial | Campeonato Mundial     | Campeonato Mundial | Campeonato Mundial |
| Año                | Lugar                  | Medalla            | Prueba             |
| ------------------ | ---------------------- | ------------------ | ------------------ |
| 1999               | Hawái (Estados Unidos) | Medalla de bronce  | Individual         |
| 2000               | Hawái (Estados Unidos) | Medalla de plata   | Individual         |
| 2001               | Hawái (Estados Unidos) | Medalla de oro     | Individual         |
| 2002               | Hawái (Estados Unidos) | Medalla de oro     | Individual         |